# Gangaro
Gangaro je nenaseljeni otočić u hrvatskom dijelu Jadranskog mora, u Kornatskom otočju.
Otočić leži između Vrgade i Žižnja, od kojega je udaljen oko 0,5 km. Njegova površina iznosi 0,793 km². Dužina obalne crte iznosi 4,65 km. Najviši vrh iznosi 26 m.

## Vanjske poveznice
|  | Zajednički poslužitelj ima još gradiva o temi Gangaro |